# Manu Sánchez
Manuel „Manu“ Sánchez de la Peña (* 24. August 2000 in Madrid) ist ein spanischer Fußballspieler, der bei Celta Vigo unter Vertrag steht und aktuell an Deportivo Alavés ausgeliehen ist.

## Karriere

### Verein
Der in der spanischen Hauptstadt Madrid geborene Manu Sánchez begann seine fußballerische Ausbildung bei der UE Cornellà und wechselte im Jahr 2014 mit 13 Jahren in die Nachwuchsabteilung von Atlético Madrid. Gegen Ende der Saison 2018/19 wurde Sánchez in die Reservemannschaft befördert, welche in der drittklassigen Segunda División B. Am 30. März 2019 (31. Spieltag) debütierte er beim 2:0-Auswärtssieg gegen den Salamanca CF UDS für Atlético Madrid B. In der verbleibenden Spielzeit bestritt der linke Außenverteidiger fünf weitere Ligaspiele.
Am 30. August 2019 unterzeichnete Manu Sánchez einen neuen Vierjahresvertrag bei Atleti. In dieser Saison 2019/20 etablierte er sich als Stammkraft in der Reserve und stand im November 2019 erstmals im Spieltagskader der ersten Mannschaft. Am 14. Dezember 2019 (17. Spieltag) debütierte er beim 2:0-Heimsieg gegen den CA Osasuna in der höchsten spanischen Spielklasse, bei dem er in der Startformation stand. Im Anschluss an die Zwangspause aufgrund der COVID-19-Pandemie gehörte er bereits regelmäßig dem Spieltagskader von Diego Simeone an und wurde auch in fünf Ligaspielen eingesetzt.
In der nächsten Spielzeit 2020/21 bestritt er bis zum Jahreswechsel lediglich ein Ligaspiel, weshalb er am 11. Januar 2021 bis zum Saisonende an den Ligakonkurrenten CA Osasuna ausgeliehen wurde. Nach zweieinhalb Jahren bei Osasuna wechselte er im Sommer 2023 zu Celta Vigo. Im Sommer 2024 wechselte er per Leihe für ein Jahr zu Deportivo Alavés.

### Nationalmannschaft
Im November 2020 debütierte Sánchez für die spanische U21-Nationalmannschaft. Mit der Mannschaft nahm er im Sommer 2023 an der U21-Europameisterschaft teil und wurde nach einer Niederlage im Finale gegen England Vize-Europameister, wobei er selbst während des Turniers im dritten Gruppenspiel gegen die Ukraine zu einem Einsatz kam.